# Resurscenter syn
Resurscenter syn ingår i myndigheten Specialpedagogiska skolmyndigheten, vars verksamheter i Stockholm befinner sig på campus Konradsberg på Kungsholmen i Stockholm.
Resurscenter syn (RC syn) är ett nationellt resurscenter inom Specialpedagogiska skolmyndigheten (SPSM). Resurscentret är förlagt till både Stockholm (i Specialpedagogiska skolmyndighetens lokaler på Kungsholmen) och Örebro (i anslutning till Ekeskolan).
Vid RC syn erbjuds specialpedagogisk utredning för barn och ungdomar med synnedsättning med eller utan ytterligare funktionsnedsättning. Resurscentret ger också specialpedagogisk rådgivning samt information till och utbildning av lärare, övrig personal samt vårdnadshavare.
I anslutning till Resurscenter syn Örebro finns Ekeskolan, specialskola för elever med synnedsättning och ytterligare funktionsnedsättning.
Resurscenter syn med sin specialpedagogiska kompetens erbjuder i samverkan med de regionala rådgivarna inom SPSM kvalificerade insatser för att lösa komplexa specialpedagogiska frågeställningar, så att barn och ungdomar med synnedsättning får optimala möjligheter till delaktighet, lärande och gemenskap.
För ytterligare information: www.spsm.se

## Resurscenter syn Örebro
Är samlokaliserat med Ekeskolan, som är en skola för elever med synskada och ytterligare funktionsnedsättningar.